# Comitê Olímpico Nacional Italiano
O Comitê Olímpico Nacional Italiano (Comitato Olimpico Nazionale Italiano, em italiano) ou CONI é a entidade máxima da atividade esportiva na Itália. O CONI, fundado em 1914 e filiado ao COI, reconhece 45 federações esportivas nacionais, 16 disciplinas esportivas e outras 19 organizações independentes. O orçamento do CONI ultrapassa 440.000.000 euros por ano, sendo financiado pelo governo italiano. 

## Primórdios
O Comitê Olímpico Nacional Italiano nasceu em 1914, como um órgão privado com o objetivo de organizar, de tempos em tempos, a participação de atletas italianos nas Olimpíadas. O primeiro presidente na história do CONI foi o Marquês Carlo Compans de Brichanteau, deputado do Reino, que anteriormente chefiou os comitês temporários organizados respectivamente para as Olimpíadas de 1908 e de 1912.